# Pol Gise
Pol Gise   (Barcelona, 17 de juliol de 1992) és un actor i youtuber català.
Des que el 2015 va començar a crear i pujar contingut, s'ha convertit en un dels referents amb més èxit a les xarxes socials, comptant tres anys després, amb prop de 300.000 seguidors a Facebook, 398.000 a Instagram, uns 900.000 subscriptors al seu canal de Youtube i un compte de TikTok amb 100.000 seguidors. Un dels seus vídeos que s'han fet més virals a la xarxa ha estat l'irònic vídeo sobre la immersió lingüística ¿Donde he aprendido a hablar castellano? com a resposta davant la polèmica lingüística generada pels plans del Govern de Mariano Rajoy contra el model d'immersió de l'escola catalana. També és conegut per la sèrie d'Instagram Companys de pis. La seva popularitat l'ha fet aparèixer a la sèrie Com si fos ahir i al programa Preguntes freqüents de Televisió de Catalunya.